# マニフェスト・デスティニー

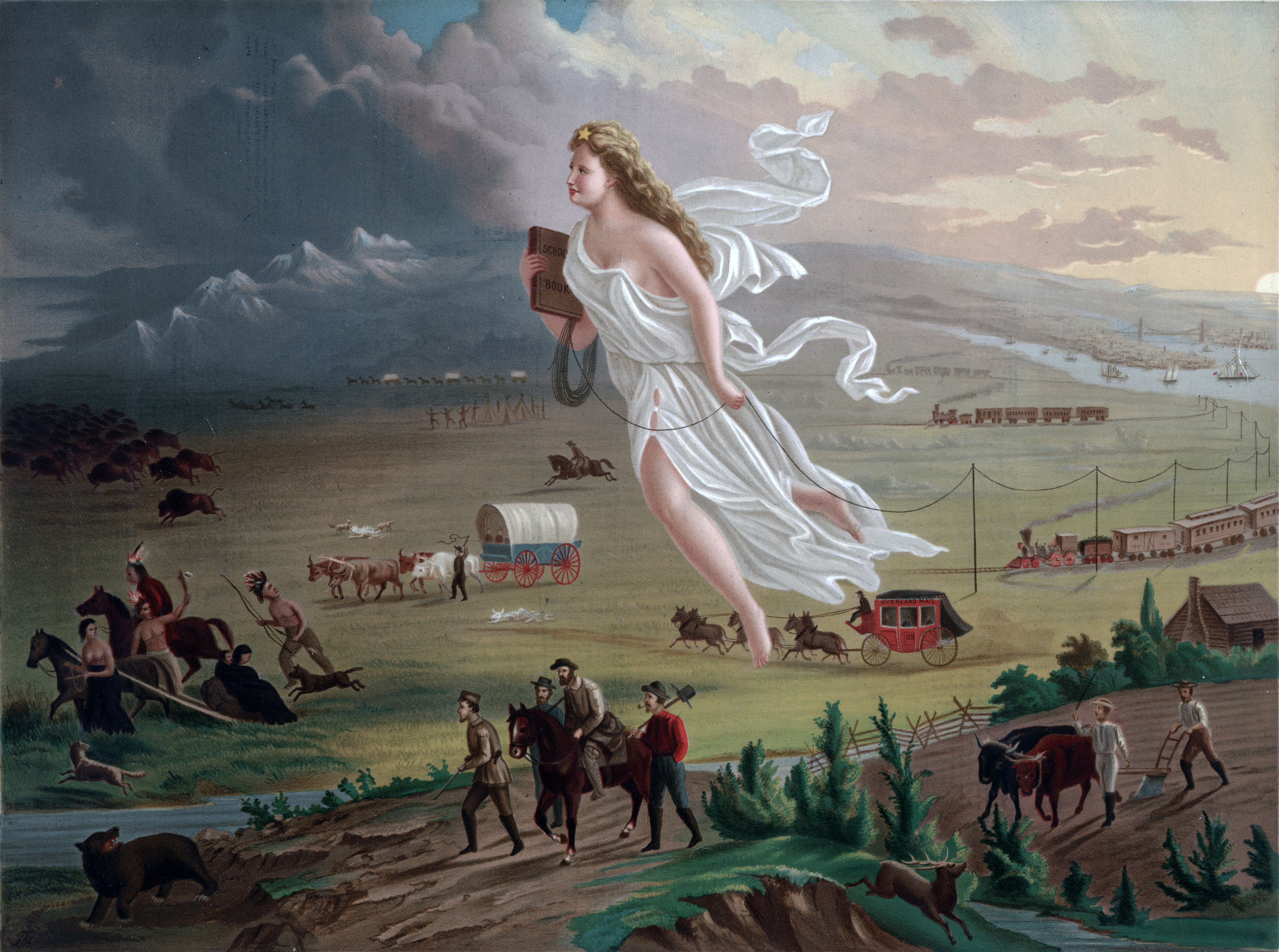
1872年に描かれた「アメリカの進歩｣。女神の右手には書物と電信線が抱えられており、合衆国が西部を「文明化」という名の下に征服しようとする様子を象徴している。背後には1869年に開通した大陸横断鉄道も見える。

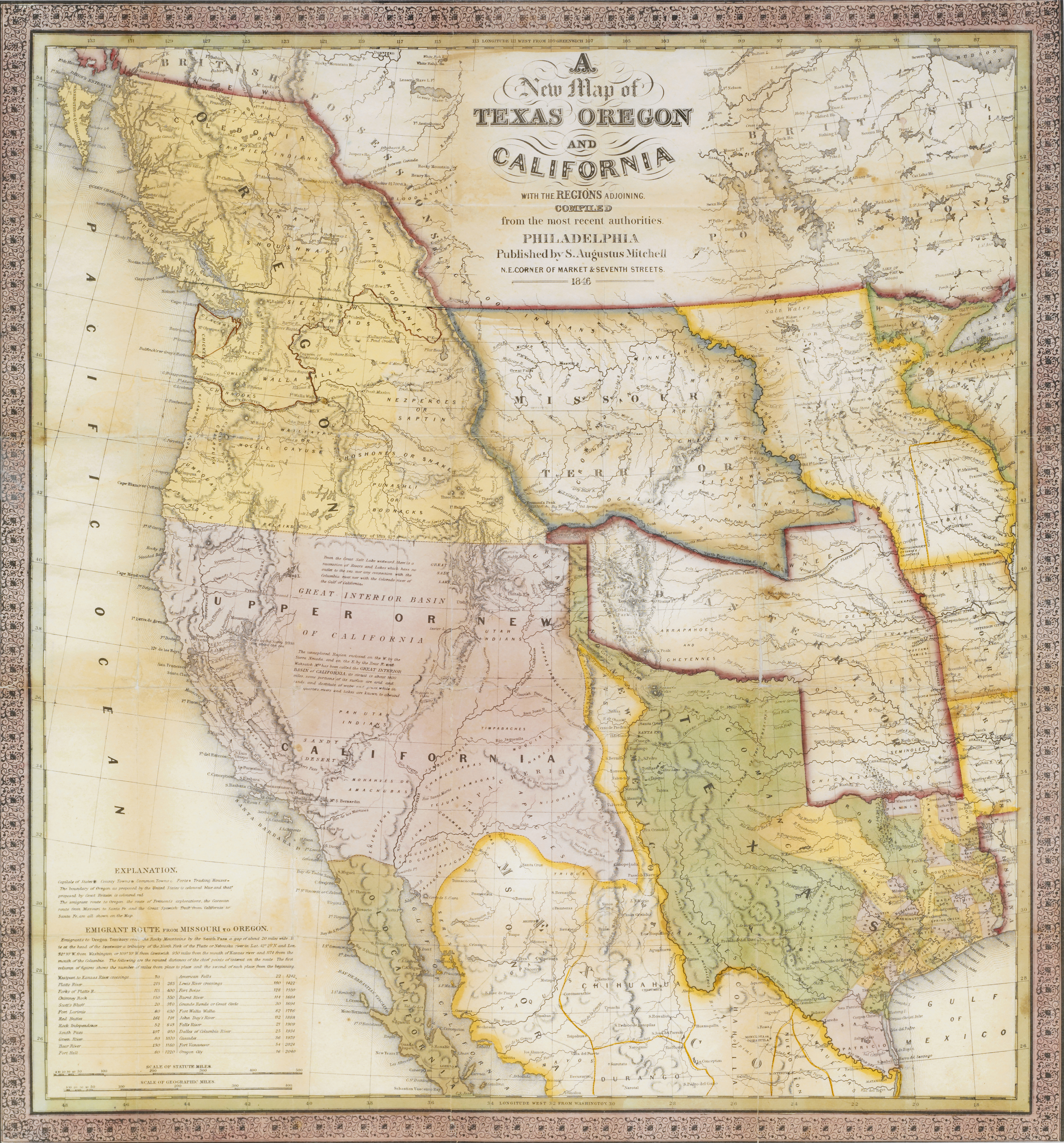
地図に描かれたテキサス州、オレゴン州、カリフォルニア州。1846年のもの。

マニフェスト・デスティニー（英語: Manifest Destiny）とは、元々はアメリカ合衆国の西部開拓を正当化する標語であった。｢明白なる使命」や「明白なる運命｣、｢明白な天命｣、｢明白なる大命」などと訳出される。｢文明は、古代ギリシア・ローマからイギリスへ移動し、そして大西洋を渡ってアメリカ大陸へと移り、さらに西に向かいアジア大陸へと地球を一周する」という、いわゆる「文明の西漸説」に基づいたアメリカ的文明観である。

## 概要
1845年、ジョン・オサリヴァンが用いたのが初出である。この際は、合衆国のテキサス共和国の併合を支持する表現として用いられ、のちに合衆国の膨張を「文明化｣・｢天命」とみなしてインディアン虐殺、西部侵略を正当化する標語となっていった。19世紀末に「フロンティア」が事実上消滅すると、米西戦争や米墨戦争や米比戦争、ハワイ諸島併合など、合衆国の帝国主義的な領土拡大や、覇権主義を正当化するための言葉となった。
イギリスの帝国主義政治家ジョゼフ・チェンバレンも「マニフェスト・デスティニー」の語を使用し、｢アングロ・サクソン民族は最も植民地経営に適した民族であり、アフリカに文明をもたらす義務を負っている」と語っている。
アメリカのドナルド・トランプ大統領は「マニフェスト・デスティニー」を公言した初めての大統領であり、火星入植など宇宙へのアメリカの影響力拡大と結び付けられていた。